# العربه المدفونه
العربه المدفونه یک منطقهٔ مسکونی در مصر است که در استان سوهاج واقع شده‌است.